# Châteauneuf-d’Entraunes
Châteauneuf-d’Entraunes település Franciaországban, Alpes-Maritimes megyében. Lakosainak száma 63 fő (2022. január 1.). Châteauneuf-d’Entraunes Entraunes, Guillaumes, Saint-Étienne-de-Tinée, Saint-Martin-d’Entraunes és Villeneuve-d’Entraunes községekkel határos.

## Népesség
A település népességének változása:
| Lakosok száma | 19   | 47   | 71   | 65   | 46   | 47   | 58   | 63   | 63   | 63   |
|               | 1968 | 1982 | 1990 | 2006 | 2013 | 2015 | 2017 | 2019 | 2020 | 2022 |